# Antropologia cultural
L'antropologia cultural és la branca de l'antropologia que estudia l'ésser humà com a ens cultural, entenent com a cultura tot el que la persona fa sobre la natura: eines, oficis, pràctiques, roba, cases, religions, música, relacions socials, etc. Principalment tracta d'explicar les causes dels estils de vida dels humans, els seus canvis i estancaments en les cultures de totes les èpoques. Pot ajudar-se de les altres branques de l'antropologia per a augmentar la qualitat de les conclusions de les seues investigacions. Alguns autors consideren que l'antropologia cultural és sinònima de la social, mentre que altres les diferencien. Entre els qui les diferencien les agrupen amb el terme "antropologia sociocultural".
En un principi, l'antropologia no feia distincions entre física i cultura, tot es basava en les lleis evolucionistes de Charles Darwin i estudiaven les cultures subdesenvolupades. Pensaven que el desenvolupament d'una cultura respecte a les altres s'explicava pel volum cranial dels habitants, tal com deien haver demostrat experimentalment.

## Història de l'antropologia cultural
Els antropòlegs europeus consideren Heròdot el primer antropòleg, especialment antropòleg cultural, perquè no solament registrà què veié i què li havien contat sobre les altres cultures sinó que també es preguntà per què els pobles són tan distints entre ells.
Posteriorment, els viatgers i colons dels segles xvi i xviii també es van preguntar el mateix que Heròdot.
L'assagista francès Montaigne (que visqué al segle xvi) va ser un d'aquests i va dedicar un assaig als caníbals. Durant el segle xvi va haver-hi discussions teològiques sobre si els humans de pell obscura també eren descendents d'Adam. Els missioners espanyols creien que els habitants del Carib no tenien ànima.
Durant el segle xvii, Hobbes creia que els indígenes americans vivien en estat natural de lluita constant.
Durant el segle xviii els europeus creien que els nadius americans eren com els humans primers. Els informes sobre costums dels països llunyans començaren a interpretar-se com a dades per pensar com ocorre el desenvolupament de les societats. El jesuïta Lafitau publicà el 1724 una obra en què comparava els autòctons americans amb els pobles de l'edat antiga tractats pels autors grecs i llatins. Lafitau és considerat el pare de l'etnografia comparada. El 1760 Charles de Brosses publicà un escrit en què observava les similituds entre la religió dels antics egipcis i la de l'Àfrica Occidental. El 1748 es publicà Esprit des Lois, de Montesquieu, considerada la primera obra teòrica de l'antropologia cultural. En esta obra explicava les diferències entre sistemes jurídics amb altres diferències observables com la població, el temperament, la religió, l'organització econòmica, els costums i el medi ambient. Aquesta consideració també ha fet que se'l considere el primer funcionalista. A Escòcia uns estudiosos (destacant-ne Adam Smith i Adam Ferguson) tingueren una perspectiva evolucionista, de la "bestialitat fins a aquell estat de la major perfecció... en l'antiga Grècia". Tant Montesquieu com aquests es basaven en les seues lectures, no en treball de camp.

### Seglexix
Al segle xix va haver-hi dos corrents: el difusionisme i l'evolucionisme.
- Difusionisme:

Bastian viatjà per molts llocs i observà les similituds entre religions d'indrets molt distants entre si. Proposà una explicació creient que hi havia una "unitat psíquica de la humanitat" que porta a la humanitat a creure en mites i seguir rituals similars independentment. Ratzel, un altre viatger, donava una explicació totalment oposada: el difusionisme, que afirmava que els elements culturals comuns (com els utensilis), malgrat les distàncies, provenen d'una migració d'un poble inicial que devia ser l'egipci. El fonament del difusionisme era l'assumpció de la falta d'inventiva general de l'ésser humà. El difusionisme fracassà per manca de proves de la migració inicial. Frobenius (1873-1938), un difusionista, afirmà que la difusió es feia en conjunts de comportaments i utensilis (anomenats complexos culturals).
- Evolucionisme:

L'evolucionisme va arrancar amb la teoria dels pensadors escocesos del segle xviii, sense haver d'arribar a conèixer-se encara la teoria de l'evolució de Darwin per a existir. Aquest evolucionisme després de Darwin tractà d'unir el tipus de societats a les ètnies, i arribà a confondre-les.
Un dels evolucionistes més importants fou Lewis H. Morgan (1818-1881), que estudià els iroquesos i visqué entre ells. Aquest antropòleg introduí la metodologia normalitzada de considerar els usos des del punt de vista d'un individu considerat "ego". A partir dels termes referits a la família i com s'utilitzaven amb persones fora del cercle familiar en les llengües dels indígenes americans, li va fer pensar en una evolució de la família per etapes que s'iniciava en la promiscuïtat i acabava en la monogàmia.
Bachofen (1815-1887), basant-se en la mitologia grega i els escrits d'Heròdot, cregué que inicialment hi havia una societat matriarcal i després d'una revolta masculina, una de patriarcal, si més no en el cas romà.
J. F. McLennan (1827-1881) cregué que els usos estranys eren vestigis d'una etapa de desenvolupament social anterior. Un dels exemples n'és el rapte de la núvia fingit. McLennan introduí els termes endogàmia i exogàmia.
Henry Sumner Maine (1822-1888) se centrà en els canvis de les societats basades en l'estatus a les basades en el contracte. Aportà els termes presos del dret romà agnació i cognació.
Edward Burnett Taylor (1832-1917), considerat un dels primers antropòlegs britànics, creia que la humanitat es desenvolupa en massa mitjançant eres que culminen en la maduresa, fent un paral·lelisme amb el desenvolupament de les persones de la infància cap a la maduresa. Creà el mètode comparatiu, consistent a tabular costums per trobar correlacions. Una prova de l'evolució de les societats la justificava amb el que definí com a "supervivència", que és com es refereix als hàbits vestigials d'una etapa anterior d'eixa societat.
Franz Boas (1858-1942) dubtà d'ambdós corrents teòrics.
A finals del segle xix es va generalitzar el mètode de recerca de treball de camp, i no basant-se en el que tercers havien contat als antropòlegs.

### Segle XX
W. H. R. Rivers fou l'últim antropòleg britànic de camp que afirmaria la tesi evolucionista. Rivers aportà els conceptes tècnics de descendència, successió i herència.
La sociologia francesa de finals del segle xix (destacant-ne Émile Durkheim) influí en els antropòlegs culturals britànics de principis del segle XX fent que deixaren de centrar-se en societats del passat (abandonant l'arqueologia i l'antropologia física) i se centraren en la societat contemporània. Aquests antropòlegs eren Malinowski (influït per la psicologia i per Émile Durkheim) i Radcliffe-Brown (que emprà el concepte d'estructura social). Els antropòlegs culturals estudiaven aleshores les societats no industrialitzades i les industrialitzades, comparant les segones amb les primeres basant-se en les dades històriques sobre les primeres que havien sigut tractades des del punt de vista sociològic. El sociòleg més important d'aquestes investigacions antropològiques fou Max Weber.
Malinowski aportà moltes dades en la seua estada com a investigador a les Illes Trobriand. Aquelles dades foren utilitzades pels antropòlegs posteriors.
Durant el segle xx va haver-hi una disputa entre els deterministes racials i els deterministes culturals basant-se en els coneixements de la mesura de la intel·ligència.
Amb la influència de Boas i Sigmund Freud, molts antropòlegs, entre aquests les antropòlogues Ruth Benedict i Margaret Mead, van desenvolupar una estratègia d'investigació anomenada "cultura i personalitat", en què es tractava d'explicar la cultura mitjançant la psicologia.
Durant la dècada del 1960 es va discutir sobre l'escola dels funcionalistes, la relació de la historiografia amb l'antropologia i la definició i ús del mètode comparatiu (també anomenat mètode històric).
- Controvèrsia sobre el funcionalisme

Influït per Durkheim, Malinowski desenvolupà el concepte de funció en l'antropologia cultural i fou el fundador del funcionalisme. Durkheim deia en Règles de la Mèthode Sociologique (1895) que "per a explicar un fenomen social cal cercar tant la causa que l'ha produït com la funció que acompleix".
Marvin Harris presentà el materialisme cultural, una estratègia de recerca, entre finals del 1960 i durant la dècada del 1970.
A la dècada del 1990, el sociòleg Anthony Giddens explicà en un assaig que l'antropologia es trobava en una situació poc favorable.

### Segle XXI
El 2013 es va fer la reunió anual de l'American Anthropological Association. En aquesta reunió es va popularitzar el moviment teòric i metodològic de l'antropologia ontològica, un moviment que s'havia estat desenvolupant des de la dècada del 1990, amb la influència de la filosofia de Gilles Deleuze i Felix Guattari. Alguns l'anomenen el "gir ontològic". L'antropologia ontològica tingué influència especialment en l'antropologia cultural i l'etnografia feta per britànics i llatinoamericans.

## Corrents
La recerca en l'antropologia cultural s'ha enfocat segons distintes teories (perspectives, marcs teòrics i estratègies d'investigació):
- Difusionisme: teoria que suposa que els elements comuns entre cultures distants entre si s'expliquen en una migració primària d'un poble que havia adoptat uns utensilis i comportaments que s'havien escampat amb la seua migració.[11]
- Etnocentrisme: manera d'entendre les cultures prenent com a base que la pròpia és la millor i la més evolucionada, i que els elements d'altres cultures que divergeixen de la nostra són dolents, arcaics, salvatges...[34] Fou el primer corrent d'antropologia cultural que va aparèixer, però entrà en crisi amb l'arribada de l'antisemitisme, ja que conduïa fàcilment al racisme i els donava la raó.
Els corrent principals etnocèntrics són els evolucionismes del segle XIX:[35]
  - Darwinisme social.
  - Marxisme en el seu aspecte evolucionista.
- Relativisme cultural: manera d'entendre les cultures proposada per Franz Boas, que exposa que els elements d'una cultura s'han d'enquadrar en relació amb la cultura en qüestió i no es poden comparar amb elements d'altres cultures que són diferents, però igualment vàlids i amb la seua lògica. Rebutja una relació de superioritat i inferioritat entre cultures.[34]
- Cultura i personalitat: estratègia de recerca que tracta d'explicar les diferències culturals mitjançant explicacions de la psicologia.[23]
- Materialisme cultural: és una estratègia de recerca proposada per Marvin Harris que considera que els mitjans de producció i de creixement demogràfic (definits com a infraestructura) condicionen les conductes econòmiques (definides com a estructura) i no econòmiques com l'art, les activitats lúdiques i la religió (definides com a superestructura).[36] En altres paraules: els límits materials condicionen el pensament i el comportament de les persones.[37]
- Antropologia ontològica: és un moviment teòric i metodològic amb distints corrents amb unes característiques en comú: el qüestionament de la distinció occidental de natura i cultura i l'atenció posada a estudiar el món al qual es refereix una cultura i no el "com" es refereix a ell. Aquesta perspectiva s'aplica especialment a l'etnografia.[38]

## Mètodes
En el treball de camp es considera ideal que l'investigador estiga vivint entre els observats durant un mínim d'un any i preferiblement almenys dos.

## Subdisciplines
- Etnografia: s'ocupa de descriure de manera sistemàtica les cultures contemporànies.[2]
- Antropologia aplicada: estudia un cas i fa propostes per a generar un canvi que segueix un interès o objectiu.
- Antropologia mèdica: estudia els aspectes culturals i biològics de l'àmbit de la salut, la malaltia i el tractament del malalt.
- Antropologia urbana: estudia la cultura urbana.
- Antropologia del desenvolupament: indaga en les causes de l'estat del subdesenvolupament en què es troben determinats pobles i les causes de l'estat de desenvolupament d'altres.[39]